# 有原航平
有原 航平（ありはら こうへい、1992年8月11日 - ）は、広島県広島市佐伯区出身のプロ野球選手（投手）。右投右打。福岡ソフトバンクホークス所属。
NPBでは2015年から2020年までパシフィック・リーグの北海道日本ハムファイターズに在籍し、2015年には新人王を受賞、2016年には日本ハムのパ・リーグ優勝と日本シリーズ優勝に貢献、2019年には最多勝利を獲得した。MLB挑戦を経て2023年以降はパ・リーグのソフトバンクに在籍し、2024年には自身2度目の最多勝を獲得してソフトバンクのパ・リーグ優勝に貢献した。

## 経歴

### プロ入り前
彩が丘小学校2年生の時に「河内少年野球クラブ」に入団、当時から投手を務めた。三和中学校では軟式野球部に所属した。
広陵高校では2年生時の春にベンチ入りし、秋にエースになった。3年生の時、選抜高校野球では4試合に先発登板、計33回2/3を投げ被安打26、奪三振37、失点18（自責点9）、防御率2.41の成績で、チームはベスト4入りした。日大三高との準決勝は8回までリードしていたが、雨が降る中、バントの打球を一塁へ悪送球し、その間に走者が生還して同点にされるとその後も6点を奪われ逆転された。右肘に違和感を覚えた影響で全国選手権・広島大会では登板を回避。全国大会2回戦（初戦）の聖光学院戦で先発登板、歳内宏明との投げあいで8回を投げ自身の暴投による1失点のみの好投もチームは敗れた。
早稲田大学では1年生の時の春季リーグの開幕2戦目で初登板。2年生時、チームが優勝した全日本大学野球選手権では抑え投手としてコールド勝ちした初戦を除く3試合の9回に登板し無失点だった。3年生時の秋季リーグで8試合50.1回を投げ防御率0.72で、東京六大学野球リーグの最優秀防御率のタイトルを獲得し、4年生時の春にはベストナイン（投手）に選ばれた。6月に第27回ハーレムベースボールウィークの大学日本代表の候補に選ばれ選考合宿に参加したが、最終メンバーには選ばれなかった。秋季リーグでは開幕前に右肘に違和感を覚え開幕戦での先発を回避したが、シーズン中に復帰登板を果たした。大学通算成績は62試合271回を投げ19勝12敗、210奪三振、防御率2.72。

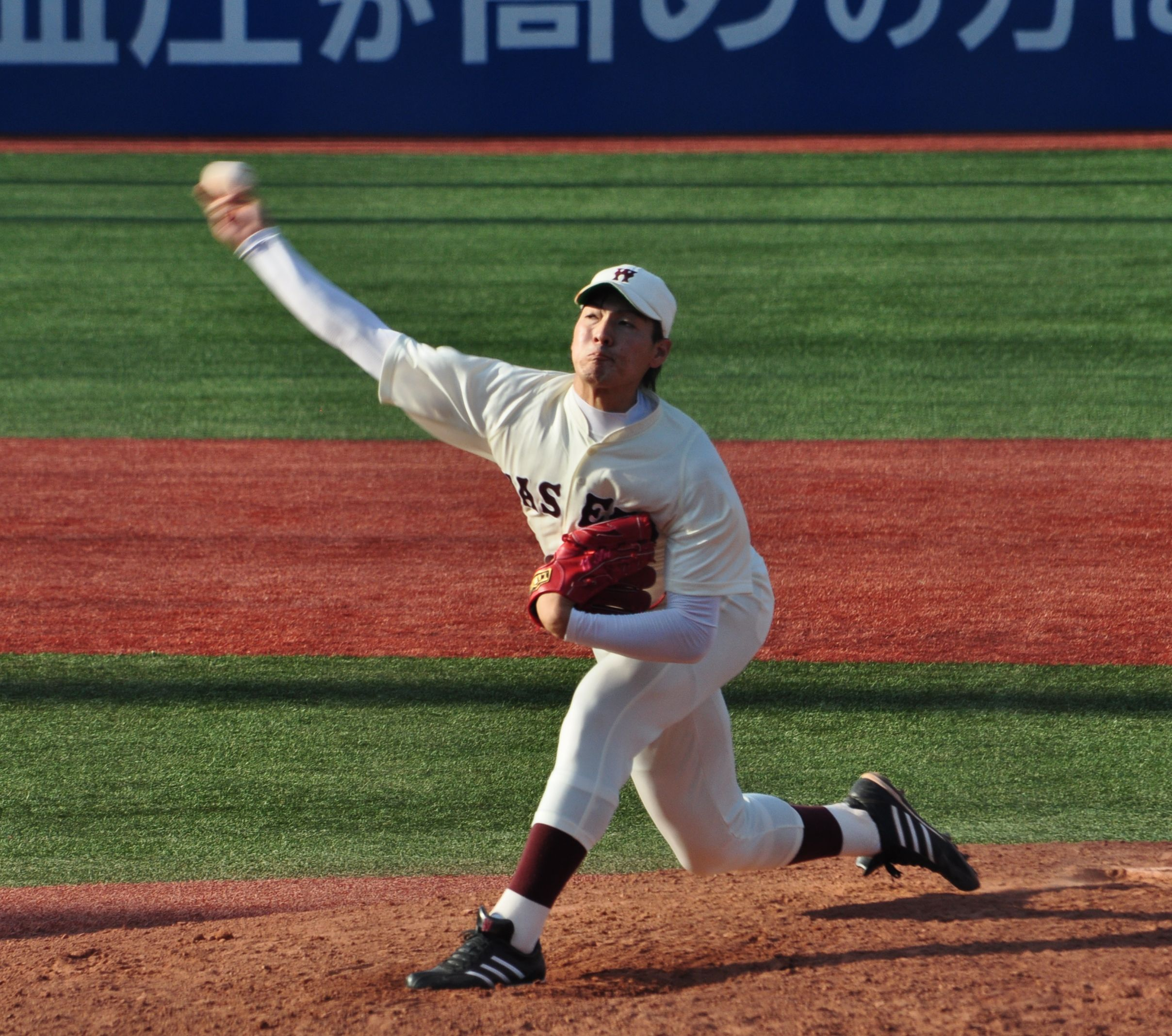
早稲田大学時代（2013年9月29日）
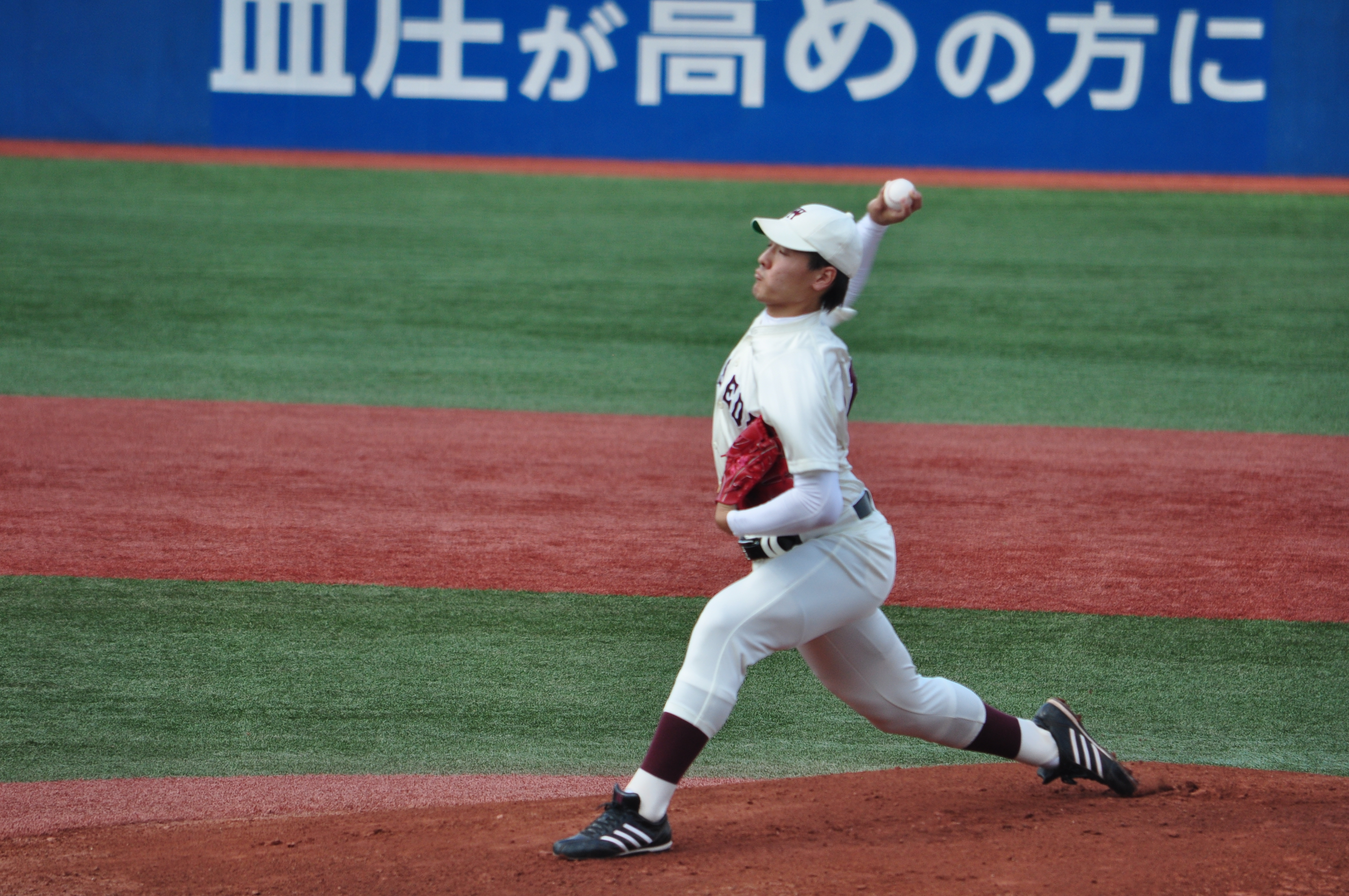
東京六大学野球 明大-早大戦（2013年9月29日撮影）
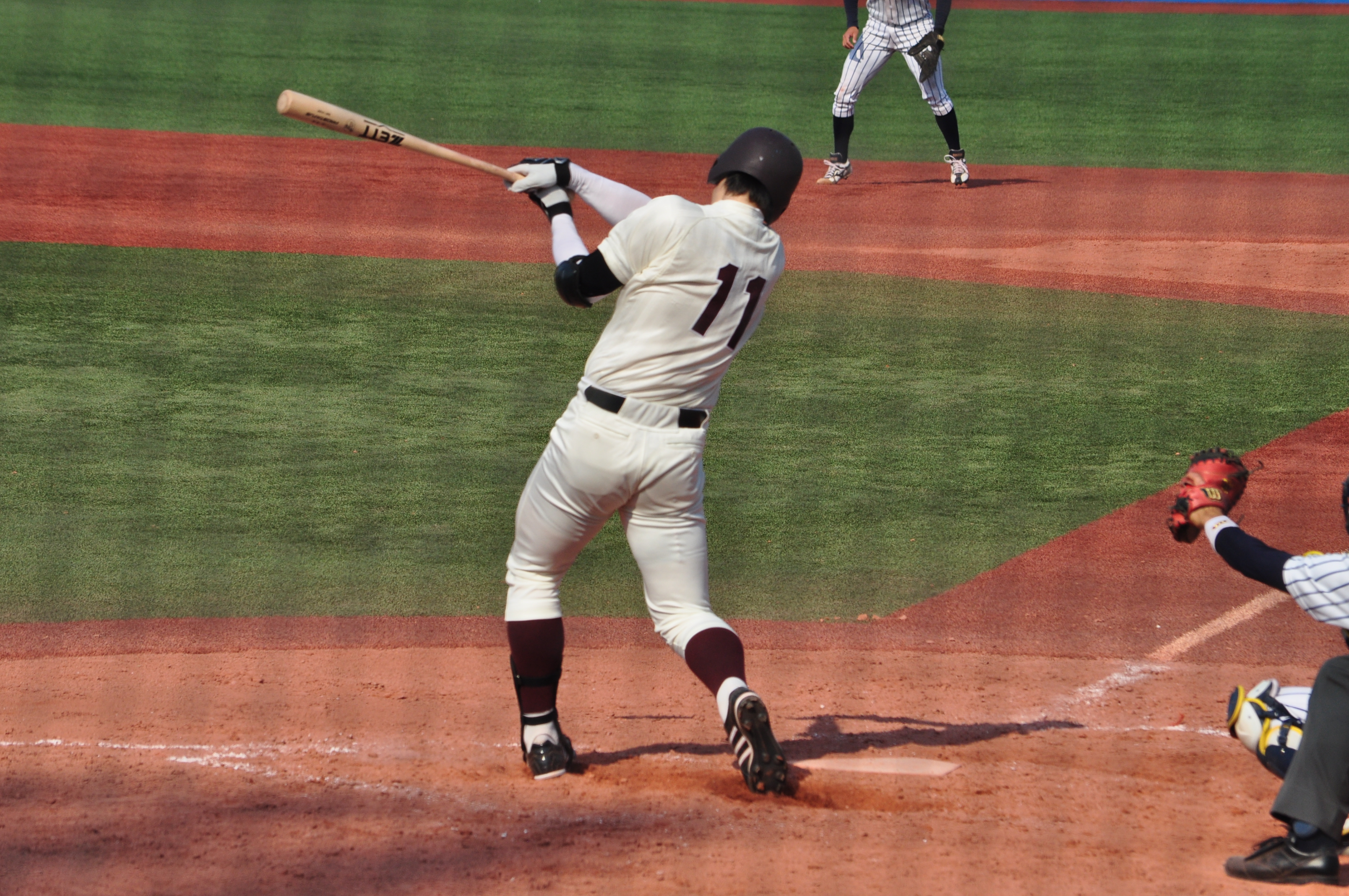
同左、立大-早大戦（2014年4月26日撮影）

2014年10月23日に行われたプロ野球ドラフト会議で横浜DeNAベイスターズ、広島東洋カープ、阪神タイガース、北海道日本ハムファイターズから1位指名を受け、抽選の結果、日本ハムが交渉権を獲得し、契約金1億円、年俸1500万円プラス出来高払い5000万円（金額は推定）で契約に合意した。背番号は16。早稲田大学の同級生である中村奨吾も同じく1位指名され、千葉ロッテマリーンズに入団した。

### 日本ハム時代

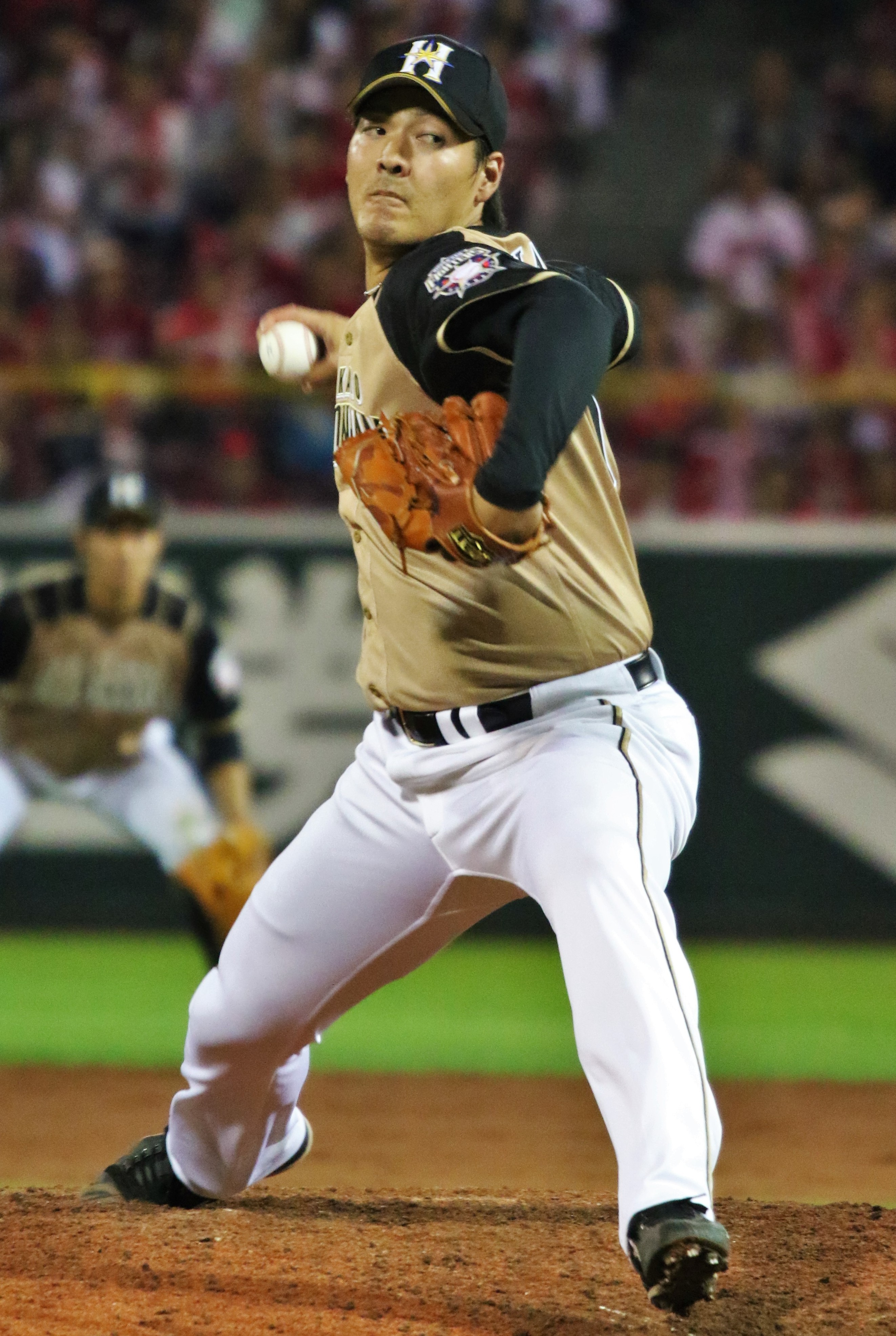
北海道日本ハムファイターズ時代（2018年6月18日、マツダスタジアムにて）

2015年2月1日からの春季キャンプは右肘痛の影響もあり、二軍スタートとなった。キャンプ中ではトレーナーより調整は順調だとされ、3月22日にイースタン・リーグの埼玉西武ライオンズ戦でプロ初の実戦登板し、2番手で1回を投げ無安打無失点だった。5月15日に出場選手登録され、同日のオリックス・バファローズ戦で初登板初先発し、6回を投げ被安打4、奪三振4、与四死球2、2失点でパ・リーグの新人投手の中では一番乗りの初勝利を挙げた。9月5日の対オリックス戦では初完投・初完封勝利を挙げた。10月11日のクライマックスシリーズ・ファーストステージの千葉ロッテマリーンズ戦において、同点の7回に3番手でプロ入り後初のリリーフ登板し、2回を投げ無失点、8回裏にチームが勝ち越し試合に勝利したためポストシーズンでの初勝利を挙げた。しかし翌日の第3戦の6回に3番手で登板すると、2イニング目の7回にソロ本塁打を打たれて敗戦投手となり、チームはCS敗退となった。オフには背部膿瘍を切除する手術を受けた。この年、パ・リーグの最優秀新人に選出され、日本ハムでは2010年の榊原諒以来12人目の新人王となった。なお、パ・リーグ新人王を受賞した投手の中で有原は過去最低の防御率4.79だった。
2016年6月14日の横浜DeNAベイスターズ戦に「9番・投手」で先発出場し9回を投げ被安打5、奪三振9、与四死球0、失点0で完封勝利を挙げたが、入団から2年連続での無四球での完封勝利を挙げたのは球団で初のことだった。また、7月には3勝1敗、防御率1.47を記録し、初めての月間MVPを受賞するなどして、チーム最多の11勝（9敗）、防御率2.94の成績を残した。チームで唯一の規定投手でもあり、チームの優勝と日本一に貢献した。
2017年3月31日の開幕戦にプロ入り初の開幕投手として登板したが5回6失点で負け投手、その後も4月は4試合に投げ0勝3敗と苦しいスタートとなったが、5月に3勝1敗、6月も2勝0敗と巻き返す。しかし夏以降も波に乗り切れず、10月の最終登板までに辛うじて2年連続の2桁勝利は記録したがリーグワーストの13敗を喫するなど好不調の波が激しいシーズンとなった。
2018年2月のアリゾナキャンプにて右肩の炎症で別メニューになり出遅れ、一軍初登板は4月14日となったが8回1失点で初勝利。その後も5試合を4勝1敗と幸先の良いスタートを切ったが5月19日、6回5失点で2敗目を喫すると、次の試合でも5回を8失点で降板し、5月29日に二軍落ちとなった。交流戦が始まるとリリーフの再編でプロ入り初の抑えに回り、6月13日の阪神戦でプロ初セーブを挙げる。次の試合でも連続セーブを挙げたが、不安定な投球もあり6月29日に再び一軍登録抹消。7月9日に再び一軍登録、先発ローテーションに復帰すると4試合に登板し3勝0敗、防御率1.52の好成績で月間MVPを受賞。しかし8月以降は成績が安定せず、9月17日には3度目の二軍落ちとなった。以降はコンディション不良もあって一軍登板が無く、2年続いていた2桁勝利が途絶えた。
2019年3、4月の間に4勝、防御率0.51を記録し月間MVPを受賞するなど、安定したピッチングを続けた。最終的にはチーム唯一の規定投手となり、リーグ2位の防御率2.46に、自己最多の15勝を挙げて自身初の最多勝利のタイトルを獲得した。契約更改の際に、翌シーズンオフにポスティングシステムを利用したMLBへの移籍を希望している意向を明かした。
2020年2月21日に自身2度目となる開幕投手を務めることが発表された。シーズンでは8勝9敗、防御率3.46の成績を記録した。オフにポスティングシステムを利用してのMLB移籍を希望し、11月26日に球団から承認された。

### レンジャーズ時代
2020年12月25日にテキサス・レンジャーズと2年総額620万ドルの契約を結んだことが発表され、翌日に正式発表された。年俸の内訳は2021年が260万ドル、2022年が360万ドルとなる。背番号は35。

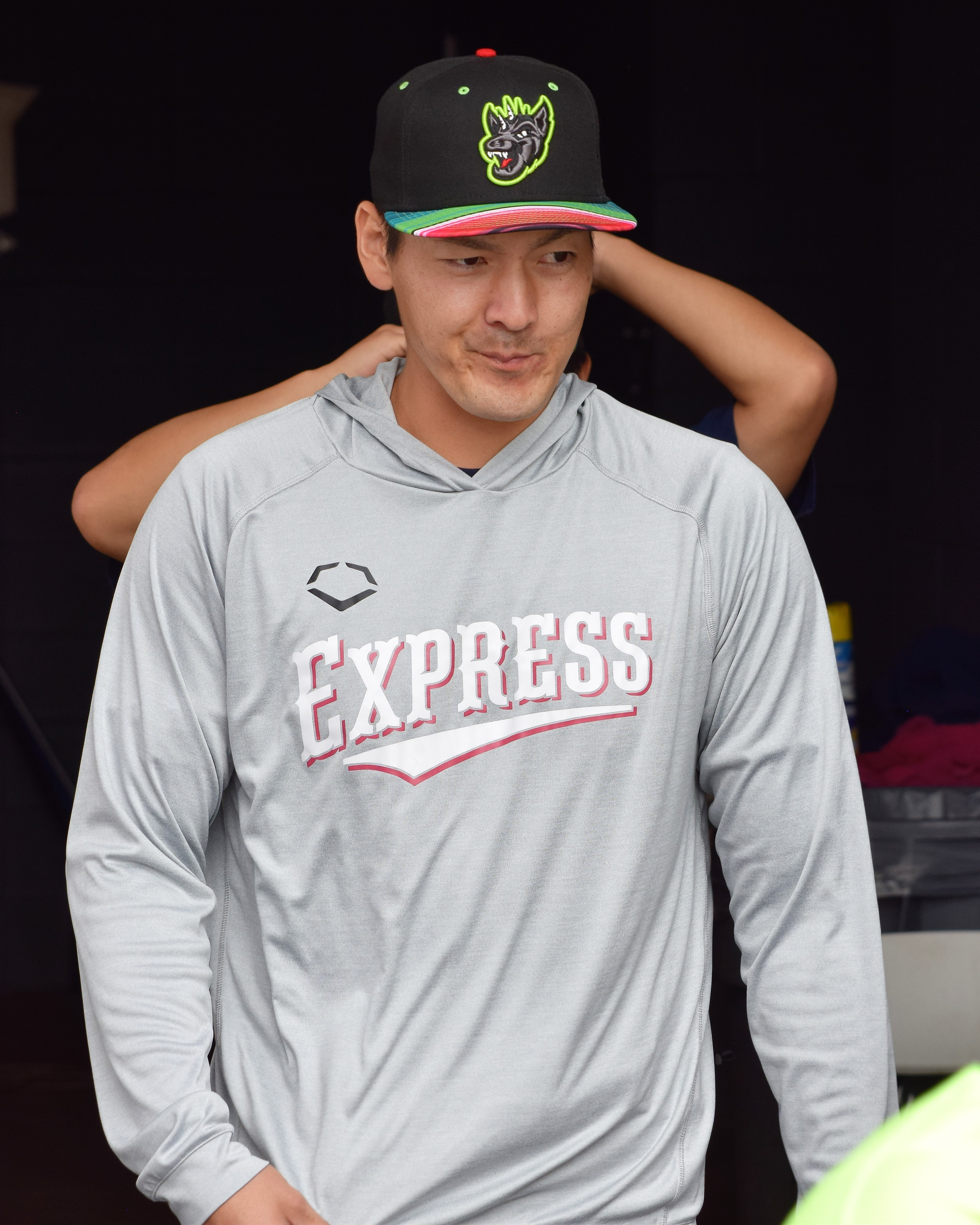
AAA級ラウンドロック・エクスプレス時代
（2022年5月22日）

2021年4月3日の対カンザスシティ・ロイヤルズ戦で初先発登板でメジャーデビューし、1点リードのまま5回6安打3失点で降板。勝利投手の権利を手にしていたが、リリーフ陣が打ち込まれ、初勝利とはならなかったが、4月14日の対タンパベイ・レイズ戦では5回2/3を無失点に抑え、メジャー初勝利を挙げた。しかし、5月9日に右手中指の打撲で故障者リスト入りし、その後の検査で右肩動脈瘤が発見され、手術を5月下旬に受けた。8月23日と27日には、AA級フリスコ・ラフライダーズとAAA級ラウンドロック・エクスプレスでリハビリ登板した。その後メジャー登録されて、9月1日のコロラド・ロッキーズ戦で復帰したが、15日のヒューストン・アストロズ戦で6失点し、19日にDFAとなった。その後21日にマイナー契約となり、AAA級ラウンドロック所属となると、25日にラウンドロック所属として、タコマ・レイニアーズ戦に登板。3回2/3を自責点7失点8で勝敗なしだった。10月2日のシュガーランド・スキーターズ戦では、4回5失点でマイナー初黒星となった。
2022年はメジャーキャンプに招待選手として参加も結果を残せずマイナースタートとなる。ラウンドロックでは、4月6日のエルパソ・チワワズ戦で初登板も敗戦投手となった。4度目の登板となる4月24日にアルバカーキ・アイソトープス戦で、シーズン初勝利。8月10日までに18回登板し3勝6敗で、8月16日にメジャー昇格。翌17日のアスレチックス戦で5回2/3を3失点で敗戦投手となった。その後、8月22日のツインズ戦で先発し、6回0/3を無失点で489日ぶりにメジャーで勝利を挙げた。しかし、9月10日のトロント・ブルージェイズ戦で4回途中11失点と打ち込まれ、翌11日にDFAとなり、再びAAA級ラウンドロックに降格となった。その後はメジャー昇格を果たせず、オフの11月6日にFAとなった。

### ソフトバンク時代
2023年1月10日、福岡ソフトバンクホークスへの入団が発表された。背番号は17。
NPBで国内FA権を新規取得したことがないまま、ポスティングでMLBへ挑戦し、古巣以外の球団でNPB復帰を果たしたのは、岩村明憲・井川慶・西岡剛・松坂大輔に次いで史上5人目となった。
宮崎での春季キャンプを一軍で迎え、先発の枠を争ったが、オープン戦で2試合の登板（うち先発1試合）で0勝2敗、防御率10.29と結果を残せず、開幕を二軍で迎えた。二軍で8試合（うち先発6試合）に登板して2勝0敗、防御率3.83の成績を残した。6月6日、大関友久が体調不良で離脱したことを受けて急遽一軍に昇格し、同日の横浜DeNAベイスターズ戦（福岡PayPayドーム）でNPB復帰後初登板初先発し、6回2/3を1失点（自責点0）に抑えたが、味方の援護に恵まれず勝利を挙げることはできなかった（チームは9回裏に牧原大成がサヨナラ打を放ち勝利）。6月8日に体調不良で特例2023を適用して一軍登録抹消となったが、体調が回復して6月13日に一軍に再登録された。同日の東京ヤクルトスワローズ戦（明治神宮野球場）に中7日で「9番・投手」として先発し、6回5安打1失点でNPB復帰後初勝利を挙げた。また、2回表二死一塁の場面で6年ぶりの安打を記録した。さらに、6月23日のオリックス・バファローズ戦（福岡PayPayドーム）に中9日で先発し、8回1失点でNPB復帰後初のハイ・クオリティ・スタート（HQS）及び本拠地初勝利を達成した。7月7日の楽天戦（楽天モバイルパーク宮城）では初回に5点を失うなど7回6失点で敗戦投手となったが、この敗戦をきっかけにチームは7月24日のロッテ戦まで12連敗を喫することとなった。7月25日のオリックス戦（京セラドーム大阪）では山本由伸との投げ合いを制して、9回115球でNPB復帰後初完封を達成し、チームの連敗ストップに貢献した。山本とはシーズン中4度投げ合い3勝1敗、規定投球回には達しなかったものの、チーム唯一となる2桁勝利（10勝5敗）を記録して防御率2.31、1試合の平均投球回は7イニング超と、常に試合を作った。
2024年は、3月29日のオリックス戦で開幕投手を務め、6回2／3を1失点で勝ち投手となった。5月からは5連勝を飾った。オールスターに5年ぶり3度目の出場となり第2戦に登板し5球で1回を三者凡退に抑えた。7月27日のオリックス戦（みずほPayPayドーム福岡）で同年初完封で10勝目を挙げ、自身初めて両リーグ最速で2桁勝利に到達した。7月は4試合に登板し、3勝1敗、防御率1.50で2019年3、4月度以来4度目の月間MVP受賞。8月16日のロッテ戦（みずほPayPayドーム福岡）では同年2度目の完封勝利。1年間ローテーションを守り切り、14勝7敗、防御率2.36の成績を残し、リーグ優勝に貢献。10月8日の日本ハムのレギュラーシーズン最終戦で14勝で並んだ伊藤大海が勝利投手となった場合、有原が最多勝のタイトルを逃す可能性があったが、伊藤が7回2失点で敗戦投手となったため、2019年以来5年ぶり2度目となる最多勝のタイトルを獲得した。甲斐拓也と最優秀バッテリー賞を受賞した。日本ハムとのクライマックスシリーズでは10月16日の第1戦に先発し6回2失点で勝ち投手になった。横浜DeNAベイスターズとの日本シリーズでは10月26日の第1戦（横浜スタジアム）に先発し7回無失点で日本シリーズ初勝利、「公式戦＋プレーオフ・CS＋シリーズ」のすべて開幕戦先発勝利は1977年の山田久志（阪急）以来2人目。シリーズ初打席となった2回二死満塁の場面でアンドレ・ジャクソンから先制の2点打を放ち、日本シリーズで投手が勝利打点を挙げるのは、1986年第5戦でサヨナラ打を放った西武・工藤公康以来、38年ぶりだった。ベストナインを初受賞した。
2025年は、3月28日のロッテ戦で2年連続の開幕投手を務めたが7回7失点で敗戦投手になるなど開幕3連敗。甲斐が移籍した今季は3戦目から海野隆司とバッテリーを組んでいる。交流戦に入ると状態は上向きセ・リーグを相手に3試合で2勝、防御率0.86と交流戦の優勝に大きく貢献。7月1日の日本ハム戦で今季初の完封で全球団勝利を達成する。7月8日のオリックス戦で7回1失点で6勝目をマークし4連勝で今季初めて勝ち星が負け数（5敗）を上回った。7月は4試合に先発登板し30イニングを投げ防御率1.50、リーグトップの4勝をあげ5度目の月間MVPを受賞した。8月9日の日本ハム戦で7回1失点で自身初の3年連続2桁勝利となる10勝目を手にした。

## 選手としての特徴
| 球種           | 配分 | 平均球速 | 平均球速 |
| 球種           | %    | mph      | km/h     |
| -------------- | ---- | -------- | -------- |
| フォーシーム   | 29.5 | 91.3     | 146.9    |
| スライダー     | 17.4 | 81.8     | 131.6    |
| ツーシーム     | 16.2 | 90.1     | 145.0    |
| カットボール   | 13.2 | 87.1     | 140.2    |
| チェンジアップ | 12.5 | 81.7     | 131.5    |
| フォーク       | 8.8  | 82.8     | 133.3    |
| カーブ         | 2.4  | 74.1     | 119.3    |

スリークォーターから最速156km/hの直球（大学生時、プロ入り後の最速は155km/h）に加えて、変化球はカットボールやフォークボールを軸に、時折スライダー、カーブ、チェンジアップ、ツーシームなども投げる。
楽天の本拠地宮城球場では、日本ハム時代の2016年8月12日に初登板して以降、2019年7月5日の登板で勝利した時点で通算8登板3勝2敗1ホールドだったが、同年8月31日に失点1ながら敗れ同球場で2年ぶりの敗戦を喫すると、2020年は3試合に登板しいずれも5失点以上で全敗、通算4連敗となり、MLB挑戦後帰国しソフトバンクに移籍した後も、2023年7月7日に6失点で敗れ、これがチーム12連敗のきっかけとなり、2024年5月14日も6回4失点で敗戦しチームの連勝を5で止めるなど、6年越しで6連敗と苦手にしている。2025年4月25日、8回無失点に抑え、チームは9回の1得点で勝利、およそ6年ぶりに同球場で勝利を挙げた。
一方、東京ドームとは相性が良く、日本ハム時代から2024年まで9試合に登板し7勝1敗、防御率2.40と好結果を残している。2025年7月1日、自身のソフトバンク移籍後6戦に登板し0勝3敗と苦手にしていた古巣日本ハム戦で初勝利を初完封で果たし、同時にNPB史上22人目の12球団勝利を達成したのも、同年唯一の東京ドーム開催試合だった。

## 人物
石田健大は同級生かつ有原と同じ広島県の出身で、大学時代は同じ東京六大学野球リーグの法政大学に所属していたため、大学時代から一緒に食事に出かけるなど今でも交流がある。
2016年11月22日、同僚の斎藤佑樹と車で移動中、横転事故現場に遭遇して人命救助を行い、これにより事故車に乗っていた男性は軽傷に留まった。
2020年3月18日に一般女性と結婚したことが発表された。

## 詳細情報

### 年度別投手成績
| 年 度    | 球 団        | 登 板 | 先 発 | 完 投 | 完 封 | 無 四 球 | 勝 利 | 敗 戦 | セ 丨 ブ | ホ 丨 ル ド | 勝 率 | 打 者 | 投 球 回 | 被 安 打 | 被 本 塁 打 | 与 四 球 | 敬 遠 | 与 死 球 | 奪 三 振 | 暴 投 | ボ 丨 ク | 失 点 | 自 責 点 | 防 御 率 | W H I P |
| -------- | ------------ | ----- | ----- | ----- | ----- | -------- | ----- | ----- | -------- | ----------- | ----- | ----- | -------- | -------- | ----------- | -------- | ----- | -------- | -------- | ----- | -------- | ----- | -------- | -------- | ------- |
| 2015     | 日本ハム     | 18    | 18    | 1     | 1     | 1        | 8     | 6     | 0        | 0           | .571  | 453   | 103.1    | 113      | 13          | 32       | 0     | 3        | 81       | 2     | 0        | 60    | 55       | 4.79     | 1.40    |
| 2016     | 日本ハム     | 22    | 22    | 2     | 1     | 1        | 11    | 9     | 0        | 0           | .550  | 640   | 156.0    | 150      | 13          | 38       | 1     | 2        | 103      | 3     | 1        | 52    | 51       | 2.94     | 1.21    |
| 2017     | 日本ハム     | 25    | 25    | 4     | 0     | 3        | 10    | 13    | 0        | 0           | .435  | 726   | 169.0    | 194      | 21          | 39       | 2     | 4        | 88       | 5     | 0        | 97    | 89       | 4.74     | 1.38    |
| 2018     | 日本ハム     | 20    | 16    | 1     | 0     | 0        | 8     | 5     | 2        | 1           | .615  | 471   | 110.2    | 124      | 17          | 15       | 0     | 5        | 87       | 0     | 0        | 60    | 56       | 4.55     | 1.26    |
| 2019     | 日本ハム     | 24    | 24    | 1     | 1     | 1        | 15    | 8     | 0        | 0           | .652  | 639   | 164.1    | 111      | 14          | 40       | 0     | 9        | 161      | 9     | 0        | 49    | 45       | 2.46     | 0.92    |
| 2020     | 日本ハム     | 20    | 20    | 3     | 1     | 1        | 8     | 9     | 0        | 0           | .471  | 547   | 132.2    | 125      | 11          | 30       | 0     | 6        | 106      | 2     | 0        | 56    | 51       | 3.46     | 1.17    |
| 2021     | TEX          | 10    | 10    | 0     | 0     | 0        | 2     | 4     | 0        | 0           | .333  | 178   | 40.2     | 45       | 11          | 13       | 0     | 4        | 24       | 1     | 0        | 31    | 30       | 6.64     | 1.43    |
| 2022     | TEX          | 5     | 4     | 0     | 0     | 0        | 1     | 3     | 0        | 0           | .250  | 108   | 20.0     | 36       | 4           | 11       | 0     | 3        | 14       | 0     | 0        | 22    | 21       | 9.45     | 2.35    |
| 2023     | ソフトバンク | 17    | 17    | 1     | 1     | 0        | 10    | 5     | 0        | 0           | .667  | 490   | 120.2    | 105      | 13          | 25       | 0     | 7        | 74       | 1     | 0        | 40    | 31       | 2.31     | 1.08    |
| 2024     | ソフトバンク | 26    | 26    | 3     | 2     | 0        | 14    | 7     | 0        | 0           | .667  | 718   | 182.2    | 142      | 12          | 37       | 0     | 8        | 137      | 1     | 0        | 56    | 48       | 2.36     | 0.98    |
| NPB：8年 | NPB：8年     | 172   | 168   | 16    | 7     | 7        | 84    | 62    | 2        | 1           | .575  | 4684  | 1139.1   | 1064     | 114         | 256      | 3     | 44       | 837      | 23    | 1        | 470   | 426      | 3.37     | 1.16    |
| MLB：2年 | MLB：2年     | 15    | 14    | 0     | 0     | 0        | 3     | 7     | 0        | 0           | .300  | 286   | 60.2     | 81       | 15          | 24       | 0     | 7        | 38       | 1     | 0        | 53    | 51       | 7.57     | 1.73    |

- 2024年度シーズン終了時
- 各年度の太字はリーグ最高

### 年度別守備成績
| 年 度 | 球 団        | 投手  | 投手  | 投手  | 投手  | 投手  | 投手     |
| 年 度 | 球 団        | 試 合 | 刺 殺 | 補 殺 | 失 策 | 併 殺 | 守 備 率 |
| ----- | ------------ | ----- | ----- | ----- | ----- | ----- | -------- |
| 2015  | 日本ハム     | 18    | 4     | 17    | 0     | 0     | 1.000    |
| 2016  | 日本ハム     | 22    | 10    | 27    | 0     | 1     | 1.000    |
| 2017  | 日本ハム     | 25    | 16    | 31    | 1     | 1     | .979     |
| 2018  | 日本ハム     | 20    | 3     | 22    | 0     | 2     | 1.000    |
| 2019  | 日本ハム     | 24    | 16    | 27    | 1     | 3     | .977     |
| 2020  | 日本ハム     | 20    | 6     | 28    | 2     | 3     | .944     |
| 2021  | TEX          | 10    | 3     | 2     | 0     | 0     | 1.000    |
| 2022  | TEX          | 5     | 1     | 1     | 0     | 0     | 1.000    |
| 2023  | ソフトバンク | 17    | 8     | 18    | 0     | 0     | 1.000    |
| 2024  | ソフトバンク | 26    | 11    | 20    | 2     | 1     | .939     |
| NPB   | NPB          | 172   | 74    | 190   | 6     | 11    | .978     |
| MLB   | MLB          | 15    | 4     | 3     | 0     | 0     | 1.000    |

- 2024年度シーズン終了時
- 各年度の太字はリーグ最高

### タイトル
- 最多勝利：2回（2019年・2024年）

### 表彰
- 新人王（2015年[40]）
- ベストナイン：1回（投手部門：2024年）
- 月間MVP：5回（投手部門：2016年7月[121]、2018年7月[122]、2019年3・4月[123]、2024年7月[124]、2025年7月）
- 最優秀バッテリー賞：1回（2024年 捕手：甲斐拓也）
- 札幌ドームMVP：1回（野球部門：2019年[125]）

### 記録

#### NPB
初記録
投手記録
- 初登板・初先発登板・初勝利・初先発勝利：2015年5月15日、対オリックス・バファローズ10回戦（札幌ドーム）、6回2失点
- 初奪三振：同上、2回表に駿太から空振り三振[126]
- 初完投・初完投勝利・初完封勝利：2015年9月5日、対オリックス・バファローズ20回戦（ほっともっとフィールド神戸）、9回無失点
- 初セーブ：2018年6月13日、対阪神タイガース2回戦（札幌ドーム）、9回表に5番手で救援登板・完了、1回2失点
- 初ホールド：2018年6月22日、対東北楽天ゴールデンイーグルス9回戦（楽天生命パーク宮城）、9回裏に5番手で救援登板、1回無失点

打撃記録
- 初打席：2015年6月16日、対阪神タイガース3回戦（阪神甲子園球場）、3回表に岩田稔から空振り三振
- 初安打：2017年6月18日、対東京ヤクルトスワローズ3回戦（明治神宮野球場）、7回表にプレストン・ギルメットから右前安打

節目の記録
- 1000投球回：2024年5月7日、対北海道日本ハムファイターズ6回戦（みずほPayPayドーム福岡）、6回表二死目に上川畑大悟を二ゴロ ※史上368人目[127]

その他の記録
- オールスターゲーム出場：3回（2016年、2019年、2024年）
- 開幕投手：4回（2017年、2020年、2024年、2025年）
- 全球団勝利：2025年7月1日、対北海道日本ハムファイターズ11回戦（東京ドーム）、9回無失点※史上22人目[128]

#### MLB
初記録
- 初登板・初先発登板：2021年4月3日、対カンザスシティ・ロイヤルズ2回戦（カウフマン・スタジアム）、5回3失点
- 初奪三振：同上、4回裏にカルロス・サンタナから空振り三振
- 初勝利・初先発勝利：2021年4月14日、対タンパベイ・レイズ3回戦（トロピカーナ・フィールド）、5回2/3無失点

### 背番号
- 16（2015年[25] - 2020年）
- 35（2021年[54] - 2022年）
- 17（2023年[76] - ）

### 登場曲
- 「がんばれよ」TEE（2015年 - ）
- 「Two As One」Crystal Kay×CHEMISTRY（2023年 - ）